# Marie-Sadio Rosche
Marie-Sadio Rosche (10 de agosto de 1987) é uma basquetebolista senegalesa.

## Carreira
Marie-Sadio Rosche integrou a Seleção Senegalesa de Basquetebol Feminino, na Rio 2016, que terminou na décima segunda posição.